# Naval Gold Medal

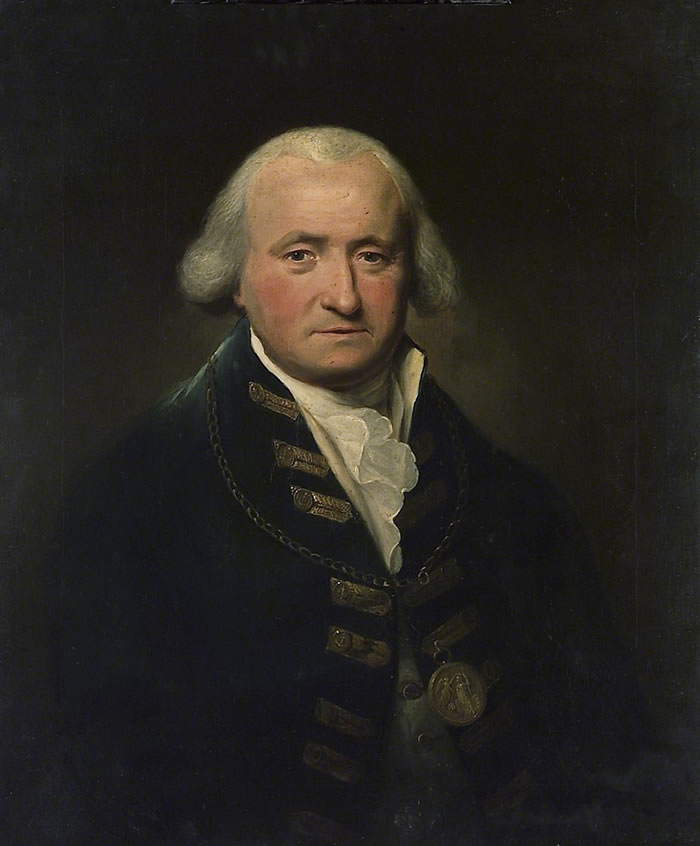
Thomas Pasley, ici en contre-amiral dans un portrait de 1795 par Lemuel Francis Abbott. Premier commandant du, la Naval Gold Medal qu'il a gagnée à son bord est visible.

La Naval Gold Medal (« médaille d'or de la Marine ») est une médaille décernée entre 1793 et 1840 à des officiers supérieurs de la Royal Navy.

## Description
Deux tailles différentes ont été frappés : 22 médailles de grande taille ont été attribuées à des amiraux, commodores et capitaines de la flotte, tandis que 112 médailles ont été attribuées à petits capitaines. Elles récompense donc notamment des officiers ayant participé aux guerres de la Révolution française (1792–1802), aux guerres napoléoniennes (1803-1815) et à la guerre anglo-américaine de 1812 (1812–1815).

## Récipiendaires notables
Horatio Nelson, Philip Broke, Adam Duncan, Alexander Dundas Young Arbuthnott, John Jervis, John James Gambier, Edward Hamilton, Charles Knowles, William Mounsey (en), George Murray, Thomas Pringle, Michael Seymour, Robert Stopford ou encore Charles Tyler en sont des récipiendaires.